# Блідару
Блідару (рум. Blidaru) — село у повіті Мехедінць в Румунії. Входить до складу комуни Греч.
Село розташоване на відстані 240 км на захід від Бухареста, 33 км на схід від Дробета-Турну-Северина, 64 км на північний захід від Крайови.

## Населення
За даними перепису населення 2002 року у селі проживали 60 осіб, усі — румуни. Усі жителі села рідною мовою назвали румунську.